# شيلتون بروكس
شيلتون بروكس هو ملحن وكاتب أغاني ومغني وعازف بيانو كندي، ولد في 4 مايو 1886 في أمهيرستبارج في كندا، وتوفي في 6 سبتمبر 1975 في لوس أنجلوس في الولايات المتحدة.

## وصلات خارجية
- شيلتون بروكس على موقع IMDb (الإنجليزية)
- شيلتون بروكس على موقع ميوزك برينز (الإنجليزية)
- شيلتون بروكس على موقع قاعدة بيانات برودواي على الإنترنت (الإنجليزية)
- شيلتون بروكس على موقع أول ميوزيك (الإنجليزية)
- شيلتون بروكس على موقع ديسكوغز (الإنجليزية)
- شيلتون بروكس على موقع قاعدة بيانات الفيلم (الإنجليزية)